# Archipiélago Palmer
El archipiélago Palmer es un archipiélago del océano Glacial Antártico que se encuentra en la Antártida, adyacente y muy próximo a la costa noroeste de la península Antártica (costa Danco y costa Davis o Palmer), de la que está separada por el estrecho de Gerlache y el canal de Orleans. Unos 45 km separan este archipiélago de las islas Shetland del Sur, que están más al noreste. 
Está conformado por islas de tipo continental, montañosas, que se encuentran casi completamente cubiertas por hielos permanentes.
En la costa suroeste de la isla Anvers se ubica la base permanente estadounidense Palmer. La base chilena de verano Yelcho está en la isla Doumer, al sur de la isla Anvers.
El nombre fue dado por Adrien de Gerlache, líder de la Expedición Antártica Belga (1897-1899), en homenaje al foquero (cazador de focas y lobos marinos) y explorador estadounidense de principios del siglo XIX, capitán Nathaniel Palmer, que había navegado en la zona en 1820.

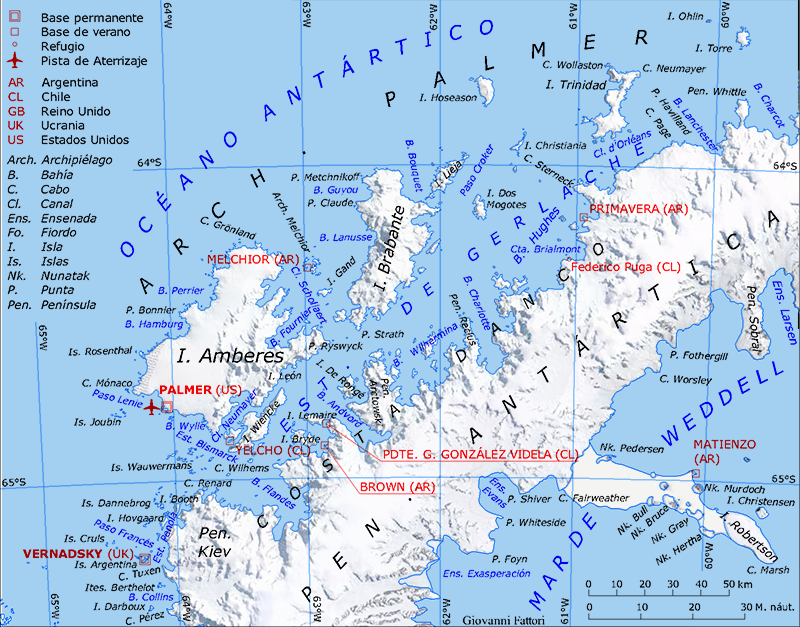
Mapa del sector del Archipiélago Palmer. Base cartográfica: Antarctic Digital Database http://www.add.scar.org/

## Islas
Las principales islas que componen el archipiélago son:
- Isla Anvers o isla Amberes (64°36′S 63°30′O / -64.600, -63.500) (la más grande), 2432 km², altitud máx.: 2821 m
- Isla Brabante (64°15′S 62°18′O / -64.250, -62.300) (la segunda en tamaño), 977 km², altitud máx.: 2522 m
- Isla Breaker
- Isla Christine
- Isla Cormorant
- Isla DeLaca
- Isla Doumer
- Isla Dream
- Rocas Elefante
- Isla Eichorst
- Isla Halfway
- Isla Hermit
- Isla Hoseason
- Isla Humble
- Isla Janus
- Isla Laggard
- Isla Lieja
- Isla Limítrofe
- Isla Lipps
- Isla Litchfield
- Archipiélago Melchior
- Isla Ohlin o isla Bailys
- Islas Outcast
- Isla Shortcut
- Isla Spume
- Isla Stepping Stones
- Rocas Surge
- Isla Trinidad (63°48′S 60°51′O / -63.800, -60.850), 208 km²
- Isla Torgersen
- Isla Torre
- Isla Wiencke

## Reclamaciones territoriales
Argentina incluye al archipiélago en el departamento Antártida Argentina dentro de la provincia de Tierra del Fuego, Antártida e Islas del Atlántico Sur; para Chile forma parte de la comuna Antártica de la provincia Antártica Chilena dentro de la Región de Magallanes y de la Antártica Chilena; y para el Reino Unido integra el Territorio Antártico Británico. Las tres reclamaciones están sujetas a las disposiciones del Tratado Antártico.
Nomenclatura de los países reclamantes: 
- Argentina: Archipiélago de Palmer
- Chile: Archipiélago de Palmer
- Reino Unido: Palmer Archipelago